# Karolina Chapko
Karolina Chapko (sinh ngày 15 tháng 11 năm 1985 tại Nowy Sącz) là một diễn viên người Ba Lan. Cô là chị em song sinh với diễn viên Paulina Chapko.

## Tiểu sử
Karolina Chapko tốt nghiệp Học viện Nghệ thuật Sân khấu Quốc gia AST ở Kraków vào năm 2009. Cô diễn xuất trên sân khấu tại Nhà hát Bagatela ở Kraków. Ngoài sự nghiệp diễn xuất trên sân khấu, cô còn là gương mặt xinh đẹp và tài năng trên màn ảnh. Với khả năng diễn xuất tự nhiên và vẻ đẹp tinh tế, Karolina Chapko được khán giả yêu mến qua hàng chục bộ phim điện ảnh và phim truyền hình Ba Lan. Trong đó, cô nổi tiếng với các phim như: 1920. Wojna i miłość (2010) Yuma (2012) Oszukane (2013) Kobiety bez wstydu (2016) và Ultraviolet (2017).

## Thành tích nghệ thuật
Dưới đây liệt kê một số phim điện ảnh và phim truyền hình có sự góp mặt của Karolina Chapko:

### Phim điện ảnh
- 2007: Lekcje pana Kuki
- 2007: Korowód − Agata
- 2012: Yuma − Majka
- 2013: Oszukane – Natalia

### Phim truyền hình
- 2009: Synowie
- 2009–2011 và từ năm 2019: Barwy szczęścia − Dominika
- 2010: 1920. Wojna i miłość − Zofia Olszyńska
- 2010: Hotel 52 − Justyna Pruska
- 2012–2013: M jak miłość − Helena Podleśna
- 2012: Komisarz Alex − Natalia Sobisz
- 2012: Na krawędzi − Karolina
- 2013: Oszukane – Natalia
- 2014: Czas honoru – Eliza
- 2015–2016: Pierwsza miłość – Katarzyna Woźniak
- Từ năm 2017: Ultraviolet – Dorota Polańska